# Gemeinsame Normdatei

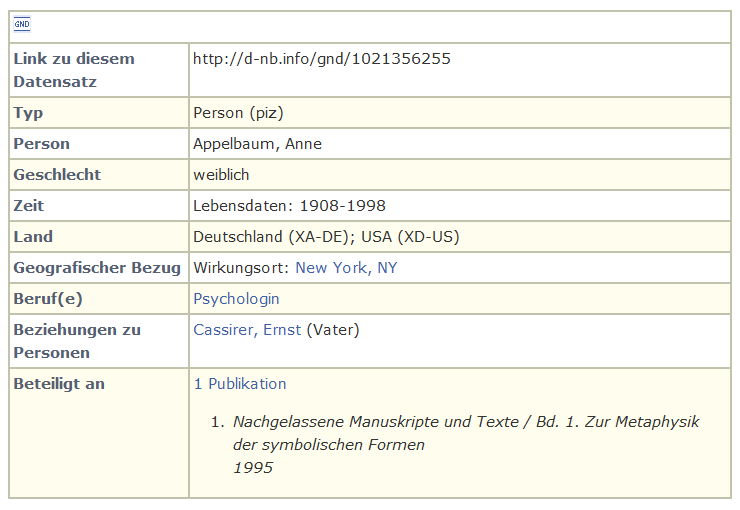
GND (captura de ecrã)

O Gemeinsame Normdatei (GND) é um ficheiro de autoridade mantido pela Biblioteca Nacional da Alemanha (e bibliotecas associadas) em colaboração com diversas redes de bibliotecas de língua alemã, entre outros da Áustria e da Suíça.
O Gemeinsame Normdatei foi introduzido em 19 de abril de 2012 tendo em vista (entre outros) a harmonização com normas internacionais  e substituiu os ficheiros de autoridade:
- Personennamendatei (PND, pessoas)
- Schlagwortnormdatei (SWD, tópicos)
- Gemeinsame Körperschaftsdatei (GKD, entidades)
- Einheitssachtitel-Datei do Deutsches Musikarchiv (DMA-EST-Datei)

O formato do GND baseia-se no formato MARC 21 bibliográfico. No momento da introdução o GND disponibilizou 9.493.860 entradas, das quais 7.106.000 entradas sobre pessoas.